# Mountville, Pennsylvania
Mountville là một thị trấn thuộc quận Lancaster, tiểu bang Pennsylvania, Hoa Kỳ. Năm 2010, dân số của thị trấn này là 2802 người.